# Sankovo-Medvejie
 (octobre 2021).
Si vous disposez d'ouvrages ou d'articles de référence ou si vous connaissez des sites web de qualité traitant du thème abordé ici, merci de compléter l'article en donnant les références utiles à sa vérifiabilité et en les liant à la section « Notes et références ».

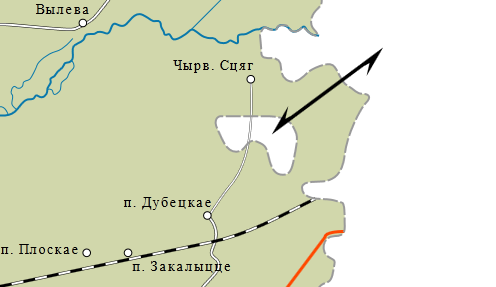
Enclave de Sankovo-Medvezhye dans le territoire biélorusse

Sankovo-Medvejie (russe : посёлок Саньково и посёлок Медвежье, biélorusse : Санькова-Мядзвежжа) est une enclave russe dans le territoire biélorusse d'une superficie de 4,5 km². Elle est située dans l'est du raïon de Dobrouch à 5 km du village russe de Dobrodeyevka et seulement à 800 m de la frontière russe.
D'un point de vue administratif, Sankovo-Medvejie est une partie du raïon de Zlynka, dans l'oblast de Briansk. Le nom de l'enclave est issu des anciens villages de Sankovo et Medvejie, qui existaient à l'époque soviétique.

## Histoire
Au début du XXe siècle, des habitants du village de Dobrodeïevka émigrent en Pennsylvanie, aux États-Unis, pour travailler comme mineurs. Ils retournent au pays avant la Première Guerre mondiale et se reconvertissent en agriculteurs en ayant acheté des exploitations.
En 1926, une réforme administrative de l'Union soviétique déplace la frontière entre la république socialiste soviétique de Biélorussie et République socialiste fédérative soviétique de Russie vers l'est, mais selon la volonté des fermiers, les deux villages de Sankovo et Medvejie resteront dépendant de l'oblast de Briansk.
En raison de l'explosion de la centrale nucléaire de Tchernobyl en 1986, cette zone est contaminée et abandonnée.